# ニック・ライオン
ニック・ライオン（Nick Lyon、1970年4月25日 - ）は、ロサンゼルス在住の映画監督・脚本家である。

## 来歴
アイダホ州ポカテッロ出身で、ドイツで9年間を過ごした経験があるが、その際、ドイツのルートヴィヒスブルクにある有名なバーデン＝ヴュルテンベルク映画アカデミーで学んだ。
ドイツでは、ワーナー・ブラザースが製作し、アカデミー賞受賞者のマクシミリアン・シェルが出演したスリラー映画『I Love You, Baby』を監督した。この作品以降、数多くの国際的な映画や受賞歴のあるインディペンデント映画の監督を務めている。インディペンデント映画『Punk Love』では、ムーンダンス映画祭でDGA監督賞を受賞している。
主な作品に、NBC/ユニバーサル社製作の『Grendel』や『Annihilation Earth』、MGM社製作の『Species: The Awakening』、RTL Germany製作の『North Sea』などがある。

## フィルモグラフィ
- I Love You, Baby (2000)
- Punk Love (2006)
- スピーシーズ4 新種覚醒　Species: The Awakening (2007)
- ブレイブ・レジェンド -伝説の勇士ベオウルフ-（英語版）　Grendel (2007)
- ハルマゲドン　Annihilation Earth (2009)
- アースレイジ　North Sea (2011)
- ゾンビ・クロニクル2（英語版）　Zombie Apocalypse (2011)
- ゾンビ・アルカトラズ（英語版）　Rise of the Zombies (2012)
- 弾丸刑事 怒りの奪還（英語版）　Bullet (2014)
- バトル・オブ・バミューダトライアングル　Bermuda Tentacles (2014)
- ヘラクレス 帝国の侵略　Hercules Reborn (2014)
- ワープ・トゥ・ヘル　They Found Hell (2015)
- In the Name of Ben-Hur (Changed to simply Ben-Hur for release) (2016)
- The Other Wife (2016)
- オペレーション・ダンケルク　Operation Dunkirk (2017)
- D-デイ ノルマンディー1944　D-Day (2019)
- オーシャンズ・ウォー　The Rebels of PT-218 (2021)
- シン・タイタニック　Titanic 666 (2022)